# Lorenzo Cara Barrionuevo
Lorenzo Cara Barrionuevo (Berja, Almería, 1959) es un arqueólogo e historiador español. 

## Biografía
Lorenzo Cara nació en Berja en 1959. Se licenció en las especialidades de Prehistoria e Historia Antigua por la Universidad de Granada en 1981. Prepara su tesis doctoral sobre ganadería andalusí. Desde 1990 trabaja como arqueólogo en el Conjunto monumental de la Alcazaba y las Murallas del Cerro de San Cristóbal de Almería, dependiente de la Consejería de Cultura de la Junta de Andalucía.
Sus trabajos se centran en dos aspectos:
- Proyectos de investigación histórica y arqueológica en el ámbito rural, como la Alpujarra oriental, y el urbano, en Almería.
- Investigaciones sobre la arqueología espacial, la ocupación del territorio, poblamiento; agricultura, irrigación, ganadería, etc.

Es miembro de la Asociación Cultural Athenáa de El Ejido.

## Obra
Es autor de 11 libros y de más de 70 artículos
- "Arqueología de la Baja Alpujarra", 1986
- "Hidráulica tradicional de la provincia de Almería", 1989
- "La Alcazaba de Almería en época califal", 1990
- "La Almería islámica y su alcazaba", 1990
- "Historia de Almería, III. La civilización islámica", 1993
- "Historia de Berja. De la Prehistoria a la Edad Media", 1997
- "La minería de Sierra de Gádor, nuestro legado", 2002
- "La Chanca, una aproximación histórica", 2008[4]
- "Pechina. Historia y memoria", 2009

En colaboración con otros autores:
- "Castillos y poblamiento en la Alpujarra medieval: el caso de Alhama de Almería", 1992
- "Roquetas de Mar. Historia y Arqueología: desde la prehistoria hasta inicios de la edad moderna", 1994
- "Los molinos hidráulicos tradicionales de Los Vélez (Almería)", 1996
- "Los molinos hidráulicos tradicionales de La Alpujarra (Almería)", 1999

Prepara, dirige y coordina exposiciones, congresos y coloquios sobre diversos temas históricos:
- Coordinador de ‘’El agua en zonas áridas. Arqueología e historia. Hidráulica tradicional de la provincia de Almería’’, 1989
- Dirigió el I y II ‘’Coloquio de la Historia y Medio Físico’’ organizado por el Instituto de Estudios Almerienses, 1989 y 1995
- Codirigió el coleccionable periodístico ‘’Historia de Almería, páginas de una bella tierra’’, 1994
- Coordinador de ‘’Agricultura y regadío en Al-Andalus, síntesis y problemas: actas del coloquio’’, Almería, 9 y 10 de junio de 1995
- Codirigió las I y II ‘’Jornadas de Arqueología Medieval de Berja’’, 1996 y 1998
- Editor del ‘’Legado arquitectónico y turismo rural, Actas de las I Jornadas de Patrimonio de la Alpujarra’’, Almería, 2000
- Editor de ‘’Ciudad y territorio en Al-Andalus’’, Granada, 2000

### En Internet
- ‘’Senderos de Historia’’, IEA, Almería
- ‘’Hallazgo de una escultura romana en las proximidades del manantial de aguas termales de Alhama de Almería’’ (enlace roto disponible en Internet Archive; véase el historial, la primera versión y la última)., con Juana María Rodríguez López